# Idioma coahuilteco
El coahuilteco o pajalate es una lengua aislada que se habló en el sur de Texas, Estados Unidos, y en el noreste de México. Era hablado por los coahuiltecos, un pueblo indígena nómada que habitaba la región, que en México correspondía aproximadamente a la mitad del territorio actual de Coahuila y gran parte del norte de Nuevo León y Tamaulipas.
Este idioma parece haber sido la lengua franca de los coahuiltecos que vivían en o cerca de las misiones católicas establecidas en San Antonio en el siglo XVIII. Es casi seguro que se hablaron más lenguas, pero numerosos grupos coahuiltecos desaparecieron entre los siglos XVI y XIX y sus idiomas no fueron registrados. Los alazapas de Nuevo León fueron uno de los últimos pueblos coahuiltecos que se reconocía como tal todavía en el siglo XIX.
En la actualidad, se está llevando a cabo un programa de revitalización lingüística del coahuilteco (Coahuiltecan Language Reclamation Program) por parte de Humanities Texas para recuperar la lengua escrita y hablada.

## Clasificación
Las lenguas de Texas, Coahuila, Nuevo León y Tamaulipas no se conocen bien y en general se tiene poca documentación sobre ellas. Se ha conjeturado que podría existir un parentesco entre el coahuilteco y el karankawa, por ejemplo.
El coahuilteco fue agrupado en una familia del mismo nombre por John Wesley Powell en 1891, luego ampliado por miembros adicionales propuestos por Edward Sapir. Ives Goddard luego trató todas estas conexiones con recelo, dejando al coahuilteco como un idioma aislado.
Manaster Ramer (1996) argumenta que el agrupamiento coahuiltecano más estrecho original de Powell es sólido, renombrándolo pakawa para distinguirlo de la propuesta posterior más amplia.
Hay registro de cinco lenguas pakawanas claras: coahuilteco, cotoname, comecrudo, garza y mamulique. Goddard (1979) agrupa a los tres últimos en una familia comecrudana mientras considera que los otros dos son lenguas aisladas lingüísticamente.
Esta propuesta ha sido cuestionada por Campbell, quien considera que sus correspondencias sonoras no están sustentadas y considera que algunas de las similitudes observadas entre palabras pueden deberse a préstamos.

## Descripción lingüística

### Gramática
El coahuilteco tiene un orden sintáctico básico de OSV, más netamente Objeto-Adjetivo-Subordinada-Verbo-Adverbio, en el que los adverbios pueden rotar dentro del sintagma verbal y los adjetivos dentro del sintagma nominal.
Es acusativo, es decir que el sujeto de un verbo intransitivo y el sujeto de un verbo transitivo se encuentran tratados de manera diferente que el objeto directo de un verbo transitivo, dicho tratamiento consiste en alguna modificación gramatical. El verbo recibe los rasgos gramaticales (número, persona) del sujeto del verbo intransitivo y transitivo, que son para ambos los mismos.
Además, el idioma coahuilteco no especifica muchas de sus funciones gramaticales dentro del núcleo gramatical nominal común, sino que es común la utilización de clíticos nominales que afectan tanto a sustantivo como al adjetivo, que se encuentran después de estos.

#### Sintaxis
La estructura de la oración básica del coahuilteco tiene doce segmentos bien diferenciados, estos segmentos son variables ya que dependen del tipo de oración que se esté aplicando.
Estas posiciones (que constituyen el orden sintáctico de ua oración regular) son las siguientes: 1-Conjunción, 2-Palabra interrogativa, 3-Nexoide, 4-Adjetivo prepuesto, 5-Sustantivo, 6-Adjetivo pospuesto, 7-Determinante (Clítico nominal con Caso y Número), 8-Adverbio prepuesto, 9-Verbo, 10-Clítico verbal, 11-Adverbio, 12-Cierre (Indicador de pregunta).
Una característica importante del idioma coahuilteco es que tanto el adjetivo como el sustantivo carecen de clases nominales, carecen de número y de caso, sin embargo estos dos últimos se pueden especificar dentro del determinante.

#### Morfología
La morfología nominal del idioma coahuilteco es bastante reducida ya que el número gramatical y el caso gramatical se especifican en partículas fuera de la palabra misma. Sin embargo, adherido al sustantivo pueden encontrarse los posesivos (de forma semejante al náhuatl) a través de prefijos, además de otros sufijos (como -cat) aún sin un significado confirmado. 
En lo que respecta a la morfología verbal es bastante compleja, posee cinco posiciones de prefijos detrás de la raíz y cuatro de sufijos después de la misma (Identificadas hasta ahora). Las posiciones antes de la raíz son: 1-Pronombre objeto, 2-Reflexivo, 3-Pronombre sujeto, 4-¿Nominalizador?, 5-Indeterminado; y las posiciones después del lexema son tres, de las cuales se conoce que la tercera (la más frecuente) pertenece al tiempo gramatical y la segunda a la partícula de negación verbal "-yaham/-aham".
Referente al tiempo se conoce que el coahuilteco es un idioma con solo tres tiempos gramaticales (-yam/-am para pasado, -cam para futuro y -∅ para el presente), utiliza además sufijos como -eh, que es indicador de subjuntivo.

### Fonología
El coahuilteco tiene tanto vocales cortas como largas.
|         | Anterior | Central | Posterior |
| Cerrada | i / iː   |         | u / uː    |
| Media   | e / eː   |         | o / oː    |
| Abierta |          | a / aː  |           |

El inventario consonántico comprende los siguientes fonemas:
|             |              | Bilabial | Inter- dental | Alveolar | Post- alveolar | Palatal | Velar | Velar | Glotal |
| simple      | labial       | Bilabial | Inter- dental | Alveolar | Post- alveolar | Palatal |       |       | Glotal |
| ----------- | ------------ | -------- | ------------- | -------- | -------------- | ------- | ----- | ----- | ------ |
| Oclusiva    | simple       | p        |               | t        |                |         | k     | kʷ    |        |
| Oclusiva    | eyectiva     | pʼ       |               | tʼ       |                |         | kʼ    | kʼʷ   | (ʔ)    |
| Africada    | simple       |          |               | ʦ        | ʧ              |         |       |       |        |
| Africada    | eyectiva     |          |               | ʦʼ       | ʧʼ             |         |       |       |        |
| Nasal       | Nasal        | m        |               | n        |                |         |       |       |        |
| Fricativa   | Fricativa    |          | (θ)           | s        | ʃ              |         | x     | xʷ    | h      |
| Aproximante | simple       |          |               |          |                | j       |       | w     |        |
| Aproximante | lateral      |          |               | l        |                |         |       |       |        |
| Aproximante | lat. glotal. |          |               | lʼ       |                |         |       |       |        |

## Frases de ejemplo
Algunas frases documentadas de la lengua son:
Mameyajámam am é?
¿Se te olvidó?
Penitenciatam, co pinguactá, cutátze tupó macpatánco tuchém, japamálcuita tucuajám, mameijói am é?
¿Hiciste la penitencia y las cosas que el padre te mandó cuando te confesaste?
Payam acuém tzin nacamálcuita guacó yahám, mitjó páyam acuém, sajpam pinapzá tuchém, cánac cuem jazá yajám inó. Tzin nactánco juái pita cué cuem joujpacó snó, co juái pilꞌaimá maitjám cam; mat pilꞌinyó cuém juái ta, tágu pitapó apazá tucuém, mayatzálam ajám cam, co jánmo cuém miyajlé guacó yajám cam, co mayacámam ajám cam. Puhúm miahói ajám aguajtá, tamój ta micashíptꞌam cam, co sajpám pinapzá maihói tzaj in cám.
Yo no te confieso ahora, porque todavía no te has quitado de los pecados. Yo te mando que salgas de esa casa, y vivirás en otra casa; y no volverás otra vez a esa casa donde está esa mujer, y no le hablarás a solas, y no la visitarás, si no lo haces así te engañará el demonio, y volverás a pecar.